# Restrikcioni enzim
Restrikcioni enzim (restrikciona endonukleaza) je enzim koji preseca DNK na specifičnim prepoznatljivim nukleotidnim sekvencama poznatim kao restrikciona mesta. Tip II restrikcioni enzimi presecaju dvolančanu DNK. Ovi enzimi, nađeni kod bakterija i arheja, su verovatno nastali kao odbrambeni mehanizam protiv virusne invazije. Unutar bakterije, restricioni enzimi selektivno presecaju stranu DNK u procesu restrikcije. DNK domaćina je metilisana putem modifikacionog enzima (metilaze) da bi se zaštitila od dejstva restrikcionih enzima. Kolektivno, ta dva procesa formiraju restrikcioni modifikacioni sistem. Da bi presekao DNK, restrikcioni enzim pravi dva zaseka, jednom kroz svaki šećerno-fosfatni lanac DNK dvostrukog heliksa.
Preko 3000 restrikcionih enzima je detaljno ispitano, i više od 600 je komercijalno dostupno i rutinski se koristi za DNK modifikaciju i manipulaciu u laboratorijama.

## Literatura
- Firman K (24. 11. 2007). „Type I Restriction-Modification”. University of Portsmouth. Архивирано из оригинала 06. 07. 2008. г. Приступљено 6. 6. 2008.
- Goodsell, D. S. (1. 8. 2000). „Restriction Enzymes”. Molecule of the Month. RCSB Protein Data Bank. Архивирано из оригинала 05. 07. 2009. г. Приступљено 6. 6. 2008.
- Simmer M, Secko D (1. 8. 2003). „Restriction Endonucleases: Molecular Scissors for Specifically Cutting DNA”. The Science Creative Quarterly. Приступљено 6. 6. 2008.
- Pingoud A, Alves J, Geiger R (1993). „Chapter 8: Restriction Enzymes”.  Ур.: Burrell, Michael. Enzymes of Molecular Biology. Methods of Molecular Biology. 16. Totowa, NJ: Humana Press. стр. 107—200.
- Primrose, Sandy B.; Old, R.. W. (1994). Principles of gene manipulation: an introduction to genetic engineering. Oxford: Blackwell Scientific.
- Micklos, 2 Mark V.; Bloom; Freyer (1996). Laboratory DNA science: an introduction to recombinant DNA techniques and methods of genome analysis. Menlo Park, Calif: Benjamin/Cummings Pub. Co. |first4= захтева |last4= у Authors list (помоћ)
- Massey, Adrianne; Kreuzer, Helen (2001). Recombinant DNA and Biotechnology: A Guide for Students. Washington, D.C: ASM Press.
- Nicholas C. Price; Lewis Stevens (1999). Fundamentals of Enzymology: The Cell and Molecular Biology of Catalytic Proteins (Third изд.). USA: Oxford University Press. ISBN 019850229X.
- Eric J. Toone (2006). Advances in Enzymology and Related Areas of Molecular Biology, Protein Evolution (Volume 75 изд.). Wiley-Interscience. ISBN 0471205036.
- Branden C; Tooze J. Introduction to Protein Structure. New York, NY: Garland Publishing. ISBN 0-8153-2305-0.
- Irwin H. Segel. Enzyme Kinetics: Behavior and Analysis of Rapid Equilibrium and Steady-State Enzyme Systems (Book 44 изд.). Wiley Classics Library. ISBN 0471303097.

## Spoljašnje veze
- DNA Restrikcioni enzimi на 
- Bikandi J, San Millán R, Rementeria A, Garaizar J. „Restriction enzyme digest of DNA”. insilico.ehu.es. Приступљено 28-05-2012. Проверите вредност парамет(а)ра за датум: |access-date= (помоћ)